# 풋-콜 패리티
금융 수학에서 풋-콜 패리티(put-call parity)는 동일한 행사가와 만기를 가진 유럽형 콜 옵션과 유럽형 풋 옵션의 가격 간의 관계를 정의한다. 즉, 장기 콜 옵션과 단기 풋 옵션으로 구성된 포트폴리오는 해당 행사가와 만기를 갖는 단일 선도 계약과 동일하며 따라서 동일한 가치를 가진다. 이는 만기 시 가격이 행사가보다 높으면 콜 옵션이 행사되고, 낮으면 풋 옵션이 행사되어 어느 경우든 선도 계약과 마찬가지로 자산 1단위가 행사가로 매입되기 때문이다.
이 관계의 유효성은 특정 가정이 충족될 것을 요구한다. 이러한 가정은 아래에서 명시되고 관계가 도출된다. 실제로 거래 비용과 금융 비용(레버리지) 때문에 이 관계가 정확하게 유지되지 않지만, 유동적인 시장에서는 관계가 거의 정확하다.

## 가정
풋-콜 패리티는 정적 복제이며 따라서 선도 계약에 대한 최소한의 가정을 요구한다. 거래되는 선도 계약이 없는 경우, 선도 계약은 기초 자산을 매입하고 고정 기간(예: 채권 차입) 동안 차입하여 자금을 조달하는 능력으로 대체(실제로 자체 복제)되거나, 반대로 기초 자산을 차입하고 판매(매도)하며 받은 돈을 기간 동안 대여하여, 두 경우 모두 자기 자금 조달 포트폴리오를 생성한다.
이러한 가정은 초기 날짜와 만기 사이에 거래를 요구하지 않으므로, 동적 복제와 기초 자산의 지속적인 거래를 요구하는 블랙-숄즈 모형의 가정보다 훨씬 약하다.
복제는 파생 거래에 참여할 수 있다고 가정하는데, 이는 레버리지(이를 뒷받침할 자본 비용)를 요구하며, 매매에는 거래 비용, 특히 매수-매도 스프레드가 수반된다. 따라서 이 관계는 무제한 유동성을 가진 이상적인 마찰 없는 시장에서만 정확하게 유지된다. 그러나 실제 시장은 관계가 거의 정확할 정도로 충분히 유동적일 수 있으며, 특히 시장 혼란이 없는 주요 통화 또는 주요 주가 지수 FX 시장에서 그렇다.

## 내용
풋-콜 패리티는 여러 동등한 방식으로 표현될 수 있으며, 가장 간결하게는 다음과 같이 표현된다.
{\displaystyle C-P=D\cdot (F-K)}
여기서 {\displaystyle C}는 콜의 (현재) 가치, {\displaystyle P}는 풋의 (현재) 가치, {\displaystyle D}는 할인율, {\displaystyle F}는 기초자산의 선도 가격, {\displaystyle K}는 행사가이다. 왼쪽은 장기 콜과 단기 풋으로 구성된 포트폴리오에 해당한다. 오른쪽은 선도 계약에 해당한다. 왼쪽에 있는 자산 {\displaystyle C}와 {\displaystyle P}는 현재 가치로 주어지는 반면, 자산 {\displaystyle F}와 {\displaystyle K}는 미래 가치(자산의 선도 가격 및 만기 시 지급되는 행사가)로 주어지며, 할인율 {\displaystyle D}는 이를 현재 가치로 변환한다.
이제 현물 가격 {\displaystyle S=D\cdot F}는 선도 가격 {\displaystyle F}를 할인율 {\displaystyle D}로 할인하여 얻을 수 있다. 선도 가격 {\displaystyle F} 대신 현물 가격 {\displaystyle S}를 사용하면 다음을 얻는다.
{\displaystyle C-P=S-D\cdot K}.
항을 재배열하면 첫 번째 해석을 얻을 수 있다.
{\displaystyle C+D\cdot K=P+S}.
여기서 왼쪽은 신탁 콜로서, 장기 콜과 행사가를 지불하여 이를 행사하기 위한 충분한 현금(또는 채권)이다. 오른쪽은 기혼 풋으로서, 자산과 짝을 이루는 장기 풋으로, 자산은 행사 시 행사가로 매도될 수 있다. 만기 시 옵션의 내재 가치는 소멸되므로 양쪽 모두 {\displaystyle \max(K,S)}의 이익을 가지며, 이는 최소한 행사가 {\displaystyle K} 또는 자산 가치 {\displaystyle S}보다 높다.
현금과 함께 장기 콜이 자산과 함께 장기 풋과 동일하다는 것은 풋-콜 패리티의 한 가지 의미이다.
항을 다른 방식으로 재배열하면 두 번째 해석을 얻을 수 있다.
{\displaystyle D\cdot K-P=S-C}.
이제 왼쪽은 현금 담보 풋이다. 즉, 단기 풋과 풋 소유자가 행사할 경우 지급할 충분한 현금이다. 오른쪽은 커버드 콜이며, 이는 자산과 짝을 이루는 단기 콜로서, 자산은 콜 소유자가 행사할 경우 호출될 준비가 되어 있다. 만기 시 이전 시나리오가 뒤집힌다. 이제 양쪽 모두 {\displaystyle \min(K,S)}의 이익을 가지며, 이는 행사가 {\displaystyle K} 또는 자산 가치 {\displaystyle S} 중 낮은 값과 같다.
따라서 우리는 풋-콜 패리티가 현금 담보 (단기) 풋과 커버드 (단기) 콜의 동등성으로 이해될 수도 있음을 알 수 있다. 현금 담보 풋을 매도하는 것이 일반적으로 커버드 콜을 매도하는 것보다 더 위험하다고 여겨지므로 이는 놀라울 수 있다.
현금의 시간 가치와 금융 변수의 시간에 대한 의존성을 명시적으로 나타내기 위해 원래 풋-콜 패리티 방정식은 다음과 같이 표현될 수 있다.
{\displaystyle C(t)-P(t)=S(t)-K\cdot B(t,T)}
여기서
{\displaystyle C(t)}는 시간 {\displaystyle t}에서의 콜의 가치,
{\displaystyle P(t)}는 동일한 만기일을 가진 풋의 가치,
{\displaystyle S(t)}는 기초자산의 현물 가격,
{\displaystyle K}는 행사가,
{\displaystyle B(t,T)}는 시간 {\displaystyle T}에 1달러로 만기되는 할인채의 현재 가치이다. 즉, {\displaystyle K}에 대한 할인율이다.
방정식의 오른쪽은 배송 가격 {\displaystyle K}로 주식에 대한 선도 계약을 구매하는 가격이기도 하다. 따라서 이 방정식을 해석하는 한 가지 방법은 장기 콜과 단기 풋으로 구성된 포트폴리오가 장기 선도 계약과 같다는 것이다. 특히 기초 자산이 거래될 수 없지만 이에 대한 선도가 존재하는 경우, 오른쪽 표현식을 선도 가격으로 대체할 수 있다.
채권 이자율 {\displaystyle r}이 일정하다고 가정하면
{\displaystyle B(t,T)=e^{-r(T-t)}}
참고: {\displaystyle r}은 이자율, 즉 작은 이자율에 대해 연 유효 이자율과 거의 같다. 그러나 특히 더 큰 이자율과 더 큰 기간에는 근사에 주의해야 한다. {\displaystyle r}을 정확하게 찾으려면 {\displaystyle r=\ln(1+i)}를 사용한다. 여기서 {\displaystyle i}는 연 유효 이자율이다.
옵션의 만기 동안 지급될 알려진 배당금을 가진 주식에 대해 작성된 유럽형 옵션을 가치 평가할 때 공식은 다음과 같다.
{\displaystyle C(t)-P(t)+D(t)=S(t)-K\cdot B(t,T)}
여기서 {\displaystyle D(t)}는 남아 있는 옵션 기간 동안 지급될 한 주식에서 발생하는 배당금의 총 가치를 할인된 현재 가치로 나타낸다.
방정식을 다음과 같이 다시 쓸 수 있다.
{\displaystyle C(t)-P(t)=S(t)-K\cdot B(t,T)\ -D(t)}
그리고 오른쪽은 이전과 같이 배송 가격 {\displaystyle K}로 주식에 대한 선도 계약 가격임을 알 수 있다.

## 도출
풋 옵션과 콜 옵션은 거래되는 주식에 대한 것이라고 가정하지만, 기초자산은 다른 거래 가능한 자산일 수 있다. 기초자산을 사고 파는 능력은 아래의 "차익거래 없음" 주장에 매우 중요하다.
첫째, 차익거래 기회가 없다고 가정하면(가격이 차익거래 없음) 시간 T에 항상 동일한 이익을 내는 두 포트폴리오는 어떤 이전 시간에도 동일한 가치를 가져야 한다. 이를 증명하기 위해 T 이전의 어떤 시간 t에 한 포트폴리오가 다른 포트폴리오보다 저렴했다고 가정한다. 그러면 더 저렴한 포트폴리오를 구매(장기)하고 더 비싼 포트폴리오를 판매(단기)할 수 있다. 시간 T에, 현금을 제외한 이 장기/단기 포트폴리오는 주가에 관계없이 가치가 0이다(모든 자산과 부채가 상쇄됨). 따라서 시간 t에 얻은 현금 이익은 무위험 이익이지만, 이는 차익거래 없음 가정을 위반한다.
우리는 동일한 이익(정적 복제)을 가진 두 포트폴리오를 생성하고 위의 원칙(합리적 가격)을 적용하여 풋-콜 패리티 관계를 도출할 것이다.
배당금을 지급하지 않는 어떤 주식 S에 대해 동일한 만기 T 및 행사가 K를 가진 콜 옵션과 풋 옵션을 고려한다. 만기 시간 T에 1달러를 지급하는 채권의 존재를 가정한다. 채권 가격은 무작위일 수 있지만(주식과 마찬가지로) 만기에는 1과 같아야 한다.
시간 t에서의 S의 가격을 S(t)라고 하자. 이제 동일한 만기 T 및 행사가 K를 가진 콜 옵션 C를 매수하고 풋 옵션 P를 매도하여 포트폴리오를 구성한다. 이 포트폴리오의 이익은 S(T) - K이다. 이제 한 주식을 매수하고 K 채권을 차입하여 두 번째 포트폴리오를 구성한다. 후자 포트폴리오의 이익도 시간 T에 S(T) - K이다. 왜냐하면 S(t)에 매수한 주식은 S(T) 가치가 되고 차입한 채권은 K 가치가 되기 때문이다.
동일한 이익은 두 포트폴리오가 일반 시간 {\displaystyle t}에 동일한 가격을 가져야 함을 시사하는 우리의 예비 관찰에 따르면, 다양한 금융 상품의 가치 사이에는 다음 관계가 존재한다.
{\displaystyle C(t)-P(t)=S(t)-K\cdot B(t,T)\,}
따라서 차익거래 기회가 없는 경우 풋-콜 패리티라고 알려진 위 관계가 성립하며, 콜, 풋, 채권, 주식의 어떤 세 가지 가격에 대해 네 번째 가격의 내재 가격을 계산할 수 있다.
배당금의 경우, 수정된 공식은 위와 유사한 방식으로 도출될 수 있지만, 한 포트폴리오가 장기 콜, 단기 풋, 그리고 만기 T에 각각 1달러를 지급하는 D(T) 채권(채권은 시간 t에 D(t) 가치)으로 구성되는 수정 사항이 있다. 다른 포트폴리오는 이전과 동일하다. 주식 1주 장기, T에 각각 1달러를 지급하는 K 채권 단기. 차이점은 시간 T에 주식이 S(T) 가치일 뿐만 아니라 배당금 D(T)를 지급했다는 것이다.

## 역사
풋-콜 패리티 형태는 중세 시대에 이미 실무에 나타났으며, 20세기 초 여러 저자들에 의해 공식적으로 설명되었다.
마이클 놀(Michael Knoll)은 "현대 금융 혁신의 고대 뿌리: 규제 차익거래의 초기 역사"에서 풋-콜 패리티가 중세 잉글랜드에서 현대 모기지의 결정적인 특징인 담보물 상환청구권 개발에 중요한 역할을 했다고 설명한다.
19세기에 금융가 러셀 세이지는 당시의 고리대금법이 일반적으로 허용했을 것보다 더 높은 이자율을 가진 합성 대출을 만들기 위해 풋-콜 패리티를 사용했다.
뉴욕의 옵션 차익거래 트레이더인 넬슨(Nelson)은 1904년에 "옵션과 차익거래의 A.B.C."라는 책을 출판하여 풋-콜 패리티를 자세히 설명했다. 그의 책은 2000년대 초 에스펜 가아르더 하우그(Espen Gaarder Haug)에 의해 재발견되었으며, 하우그의 저서 "파생 상품 모델 온 모델(Derivatives Models on Models)"에 넬슨의 책에서 많은 참고 자료가 인용되어 있다.
헨리 도이치(Henry Deutsch)는 1910년에 그의 저서 "불리언, 코인, 어음, 주식, 주식 및 옵션의 차익거래, 2판(Arbitrage in Bullion, Coins, Bills, Stocks, Shares and Options, 2nd Edition)"에서 풋-콜 패리티를 설명하지만 넬슨(1904)보다 자세하지는 않다.
수학 교수 빈센츠 브론진은 1908년에 풋-콜 패리티를 도출하고 이를 차익거래 주장의 일부로 사용하여 다양한 분포 하에서 일련의 수학적 옵션 모델을 개발했다. 브론진 교수의 저작은 최근에 볼프강 하프너(Wolfgang Hafner) 교수와 하인츠 짐머만(Heinz Zimmermann) 교수에 의해 재발견되었다. 브론진의 원작은 독일어로 쓰여진 책이며 현재 하프너와 짐머만이 편집한 저작("빈센츠 브론진의 옵션 가격 결정 모델(Vinzenz Bronzin's option pricing models)", 스프링거 출판사)에 영어로 번역 및 출판되었다.
현대 학계 문헌에서 처음으로 기술된 것은 한스 R. 스톨의 Journal of Finance인 것으로 보인다.

## 의미
풋-콜 패리티는 다음을 의미한다.
- 콜과 풋의 동등성: 패리티는 콜과 풋이 어떤 델타 중립 포트폴리오에서도 상호 교환 가능하게 사용될 수 있음을 의미한다. {\displaystyle d}가 콜의 델타이면, 콜을 매수하고 {\displaystyle d} 주를 매도하는 것은 동일한 행사가로 풋을 매도하고 {\displaystyle 1-d} 주를 매도하는 것과 같다. 콜과 풋의 동등성은 옵션을 거래할 때 매우 중요하다.
- 내재 변동성의 패리티: 배당금이나 기타 보유 비용(예: 주식을 차입하거나 공매도하기 어려운 경우)이 없는 경우, 콜과 풋의 내재 변동성은 동일해야 한다.[4]

## 같이 보기
- 현물-선물 패리티
- 빈센츠 브론진